# Влёра (округ)

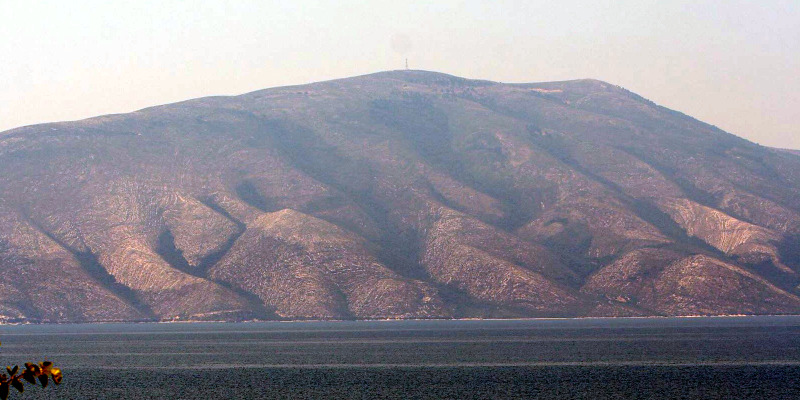
Полуостров Карабурун

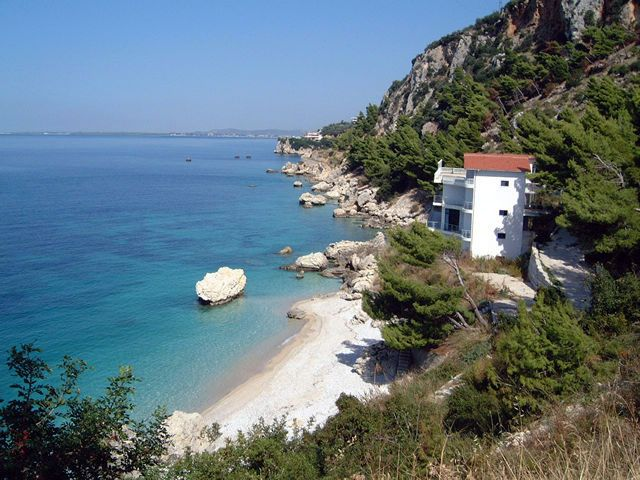
Побережье у г. Влёры

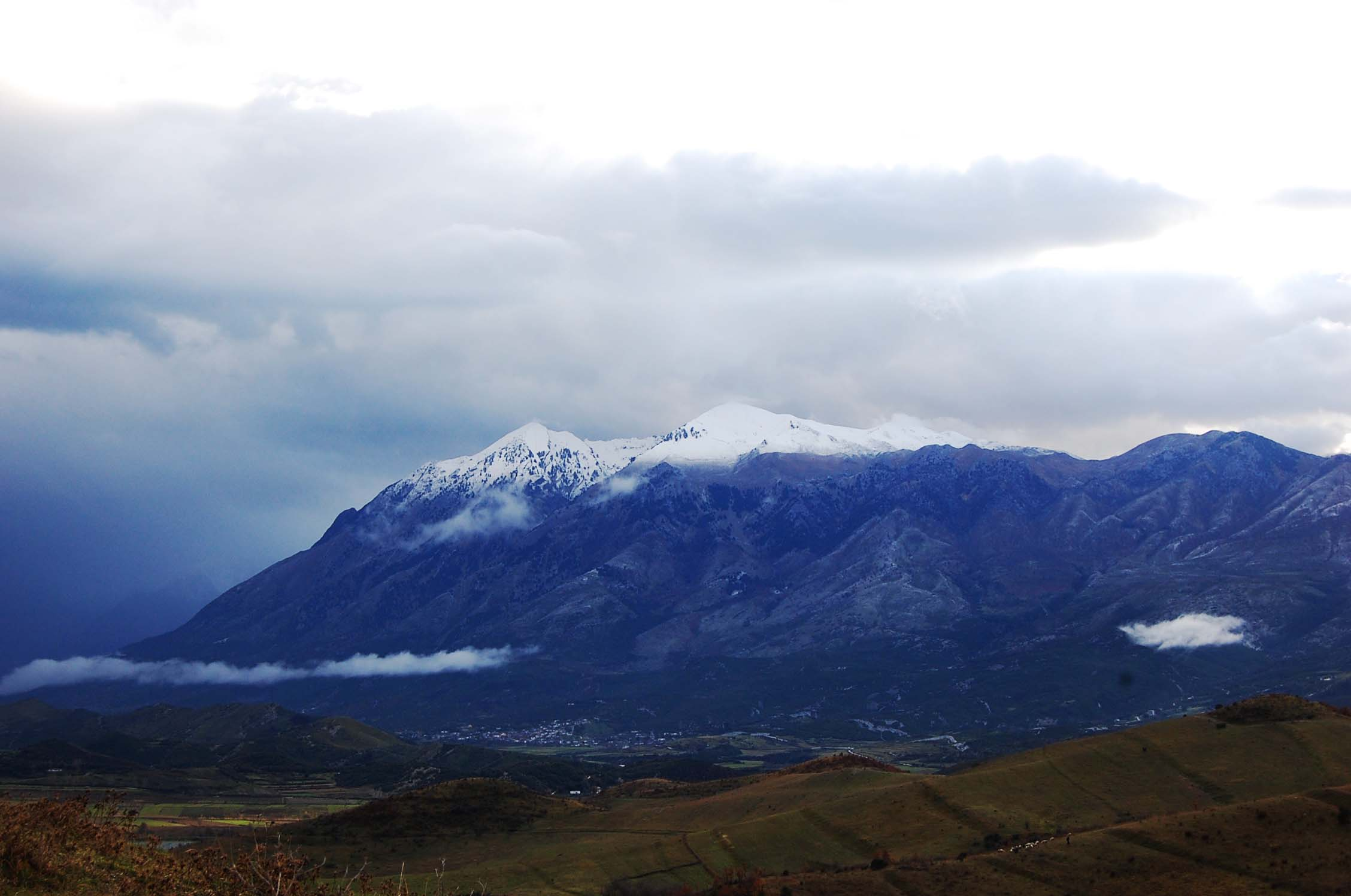
Долина реки Шушица

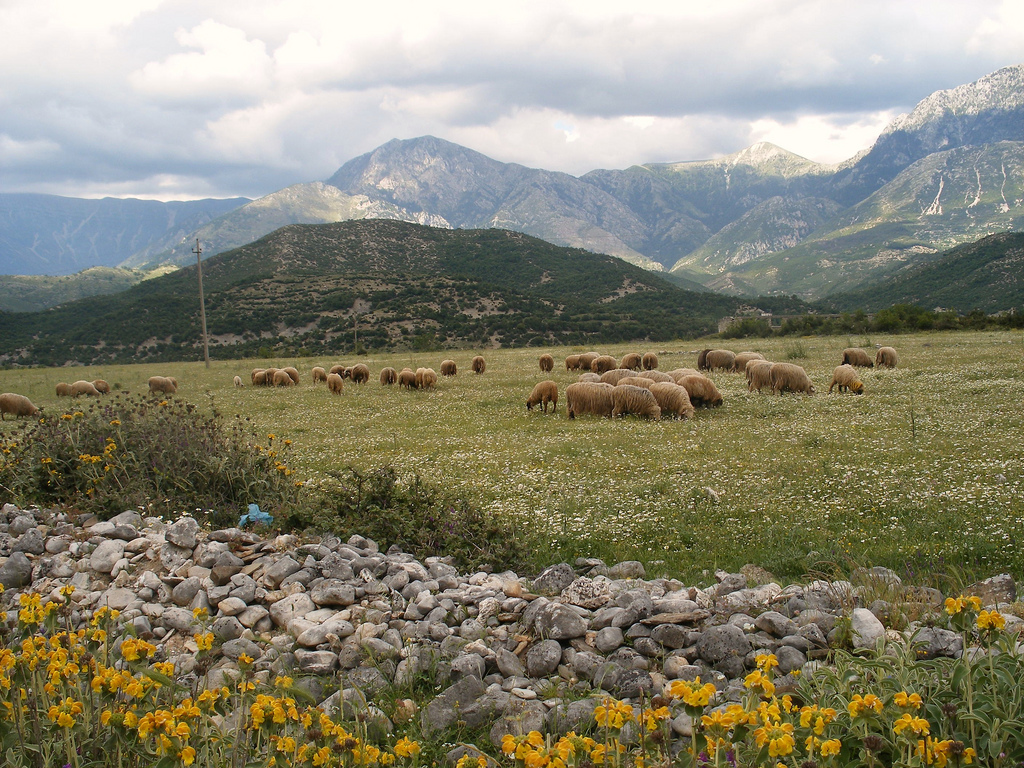
Пастбища округа Влёра

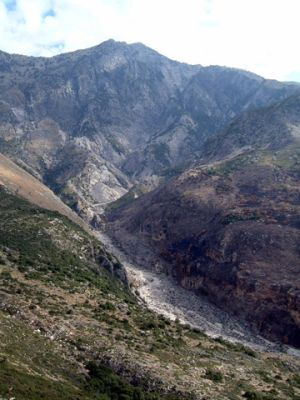
Хребет Чика — 2045м

 Влёра  (алб.  Rrethi i Vlorës ) — один из 36 округов Албании, расположенный на юго-западе страны.
Округ занимает территорию 1 609 км² и относится к области Влёра. Административный центр — город Влёра.

## Географическое положение
Округ Влёра расположен на юго-западе страны, его северная часть находится на побережье Адриатического моря, а южная, известная под названием Албанская Ривьера, на побережье Ионического моря. Северное побережье Адриатики сложено из аллювиальных отложений реки Вьоса, образующей естественную границу с округом Фиери и переход к обширной равнине Мюзеке в Центральной Албании. К югу от реки Вьоса расположена лагуна Нарта (4180 га), треть территории которой используется для добычи соли.
Далее к югу Нарта продолжается заливом Влёра, окружённым холмами и горами, за исключением его северной части. У входа в залив лежит остров Сазани. Ещё южнее за ним расположен полуостров Карабурун, длиной почти 15 км, западная оконечность которого, мыс Гюхеза, ограничивает пролив Отранто и отделяет Адриатическое море от Ионического. Побережье Италии разделяет с Албанией всего 70 км.
На обрывистое побережье Ионического моря можно попасть только через Ллогарский перевал на высоте 1050 м. Полуостров Карабурун и Ривьера являются засушливыми, практически безводными территориями. К северу от Химары, центрального пункта Ривьеры, видны отчётливые следы эрозии почвы. Коммуна Химара включает в себя несколько деревень на побережье: Паляса, Дерми, Вуно, Пилюр и Кепаро, расположенных, по большей части, в паре сотен метров над берегом. Скалы гор Мали Каналит на побережье Ионического моря отвесно вырастают прямо из моря и достигают в районе горы Чика высоты 2044 м, это самая высокая точка округа. Территория вокруг Ллогарского перевала является заповедником: на северной стороне перевала растут хвойные леса, а вокруг перевала — многочисленные, причудливо изогнутые ветром пинии.
За этой горной цепью протянулась долина реки Шушица, берущая своё начало на юго-востоке округа и впадающая на северной границе округа в реку Вьоса. На юге Шушица с обеих сторон зажата высокими горами. В среднем течении реки горы переходят в холмы, определяющие ландшафт внутренней части округа Влёра. Равнины есть только вдоль реки Вьоса и вокруг города Селеница. В районе Селеницы уже на протяжении многих веков добывается битум. Холмы вокруг Влёры засажены оливковыми и цитрусовыми деревьями.

## Население
Большая часть населения округа проживает в городе Влёра, одном из самых крупных городов Албании. Около 10 % населения относятся к этническим меньшинствам. В Химаре живут греки, на территории округа есть также аромуны и цыгане. 40 % населения исповедует православие, 40 % — мусульмане, 15 % из них — бекташи.

## Экономика и промышленность
По сравнению со многими другими округами Албании экономика Влёры достаточно разнообразна. Влёра является большим торговым центром, здесь есть небольшой порт, а летом сюда съезжаются многочисленные отдыхающие. Развитие туризма в округе привело к строительству в заливе Влёра к югу от города многочисленных отелей.
Влёра, Химара и некоторые другие албанские деревни на побережье Албанской Ривьеры переживают последнее время туристический бум.
В 1990-е годы эта часть страны особенно пострадала от миграции населения. По ночам катера перевозили беженцев и наркотики к берегам Италии.
Население внутренней части округа занято сельским хозяйством. В Селенике добывается битум, используемый для производства асфальта также и за пределами Албании. В районе Нарты добывается соль, во Влёре есть небольшое предприятие рыбной промышленности.

## Транспорт
Дороги в городе Влёра не в очень хорошем состоянии. Строится дорога из Фиера в Центральной Албании во Влёру, а также новая дорога в Южную Албанию по северной границе округа вдоль реки Вьоса. Дорога в Химару через Ллогарский перевал частично реконструирована, но осталась по-прежнему узкой и изобилующей серпантинами.
Порт в настоящее время не играет большой роли. В итальянский город Бриндизи ходят паромы, а движение товарных судов ограничено. После завершения строительства газопровода из болгарского города Варны на Чёрном море ситуация может измениться. Летом в Химару, Саранду и на Корфу ходят катера на воздушных крыльях.
Влёра — конечная станция одной из веток албанской железной дороги. Одна из первых железных дорог в стране соединяла порт Влёры с битумным заводом в Селенике. Теперь эта дорога разрушена.

## Административное деление
Округ Влёра состоит из 4 городов: Влёра, Химара, Орикум, Селеница и 9 коммун: Армени, Братаи, Хора-Враништ, Кота, Новоселя, Кендер, Севастери, Шушица, Влахина.

## Персоналии
- Мусай, Селам (1857—1920) — Народный герой Албании.
- Агай, Аго (1897—1994) — политик.